# Abraham Geiger
Abraham Geiger (ur. 24 maja 1810 we Frankfurcie nad Menem, zm. 23 października 1874 w Berlinie) – niemiecki rabin. Jeden z twórców judaizmu reformowanego.

## Życie
Studiował w Heidelbergu i Bonn. Od 1832 roku pełnił funkcję rabina w synagodze w Wiesbaden, gdzie podejmował pierwsze działania reformatorskie. W latach 1840–1863 rabin we Wrocławiu. Po rozłamie gminy wrocławskiej w latach 40. XIX na dwie grupy kultowe jej pierwszy rabin liberalny. Inicjator powstania istniejącego od 1854 Żydowskiego Seminarium Teologicznego. Od 1863 roku był rabinem gminy reformowanej we Frankfurcie nad Menem. W latach 1872–1877 kierował Wyższą Szkołą Nauk Judaizmu w Berlinie (niem. Hochschule für die Wissenschaft des Judentums). Obecnie szkoła rabinacka w Berlinie (Abraham Geiger Kolleg) nosi jego imię.

## Poglądy
Geiger łączył w sobie walczącego teologa-reformistę i historyka-filologa. Miał głęboką wiedzę na temat judaizmu, a także innych dziedzin wiedzy. Chciał uczynić judaizm integralną częścią kultury europejskiej, poprzez osadzenie go w kontekście niemieckim. Radykalnie sprzeciwiał się nurtowi ortodoksów, jako nurtu skostniałego i pozbawionego walorów estetycznych, które mogłyby zadowolić ludzi obytych z kulturą. Według niego asymilacja mogła posłużyć spełnieniu misji Żydów szerzenia racjonalnej wiary w Jednego Boga i Jego prawa moralnego. Choć nie wyrażał tego publicznie, z listów do osób prywatnych widać, że chciał obalić wszystkie instytucje judaizmu i skonstruować na tych ruinach nową budowlę (por. list do J. Derenbourga z 8 listopada 1836 r.). Materiał na tę budowę miał pochodzić z historycznych i halachicznych tradycji z przeszłości.
W związku z tą wizją był przeciwny wszelkiej formie solidarności żydowskiej, jak w czasie sprawy Damaszku (1840 r.). W 1845 r. był przeciwny modlitwie po hebrajsku. Był przeciwny wszelkim wzmiankom w modlitwach o powrocie na Syjon. Skracał także i upraszczał modlitwy synagogalne, by pobudzić pobożność wiernych. W miarę postępu w latach, jego poglądy nabierały umiarkowania. W starości dopuścił nawet obchodzenie drugiego dnia świąt – będące zwyczajem typowym dla diaspory. Powodem złagodzenia stanowiska było po pierwsze, pragnienie uniknięcia rozdarcia w łonie judaizmu, po drugie antagonistyczna postawa wobec chrześcijaństwa. Z tego też powodu nie opowiedział się za propozycjami przeniesienia szabatu na niedzielę, choć dopuścił używanie instrumentów muzycznych w synagodze. Był za to przeciwnikiem obrzezania, uważając je za barbarzyńskie upuszczanie krwi.

## Dzieła
- Rozprawa doktorska: Was hat Mohammed aus den Judenthume aufgenomen – Co Mahomet zapożyczył z judaizmu (1833)
- Podstawowe dzieło: Urschrift und Uebersetzungen der Bibel (1857, 1928) – wiąże w niej historię tłumaczeń biblijnych z historią sekt żydowskich, szczególnie Faryzeuszy i Saduceuszy[2].